# Kyllingiella microcephala
Kyllingiella microcephala är en halvgräsart som först beskrevs av Ernst Gottlieb von Steudel, och fick sitt nu gällande namn av Richard Wheeler Haines och Kaare Arnstein Lye. Kyllingiella microcephala ingår i släktet Kyllingiella och familjen halvgräs. Inga underarter finns listade i Catalogue of Life.